# ІС-6
ІС-6 (рос. Иосиф Сталин)— дослідний важкий радянський танк часів Другої світової війни.

## Історія створення
13-17 листопада 1943 року Відділ Головного Конструктора (ОГК) НКТП спільно з ВАММ ім. Сталіна та НАТІ під загальним керівництвом заст. начальника ГБТУ І. Лебедєва провели розробку ТТТ до «танкосамоходу прориву великої потужності».
Ескізне проектування проходило в КБ Челябінського Кіровського заводу (ЧКЗ) з початку грудня 1943 року по літо 1944 року. Спочатку передбачалося виготовити танк із заднім розташуванням бойового відділення та башти, а силовим агрегатом спереду «за типом штурмової гармати Фердинанд. Це було пов'язано з тим, що сильно виступаюча гармата часто обмежувала прохідність, навіть точніше, ускладнювала її, оскільки могла встромлятися в пагорб при неуважності механіка водія. При задньому розташуванні бойового відділення ця проблема знімалася. Ще на машину хотіли поставити 152 мм гармату. Але в підсумку всі задумки втілити в життя не вдалося. Зрештою, влітку 1944 року на випробування були надані два примірники важкого танка ІС-6 «класичної компоновки» зі звичайною 122 мм гарматою Д-30Т (152 мм гармата для машини просто не була готова).

## Конструкція
Перша машина — «Об'єкт 253» (в деяких джерелах помилково іменується як ІС-5) — була обладнана ходовою від ІС-2. Головною особливістю проекту стало застосування вперше в радянському танкобудуванні електромеханічної трансмісії — дизель В-12У з надувом змонтували спільно з генератором, який в свою чергу живив реверсивні електромотори, пов'язані через планетарні бортові редуктори з ведучими колесами. В одному блоці з ним був трифазний генератор для зарядки акумуляторів та приводу вентиляторів системи охолодження дизеля та трансмісії. Установка електромеханічної трансмісії забезпечила безступеневу зміну крутного моменту на ведучих колесах залежно від дорожніх умов, а також плавні повороти будь-якого радіусу без внутрішніх втрат потужності. Це полегшило управління танком та сприяло підвищенню його маневрених якостей.
Однак, електротрансмісії були властиві і недоліки. Головний генератор ІС-6 важив 1,7 т. Через сильний нагрів електропристроїв довелося впровадити складну мережу повітроводів, а вентилятори віднімали у двигуна чималу частку потужності. Додамо до цього витрата дефіцитної міді. Ці фактори завадили серійному виробництву таких танків.
На другому «Об'єкті 252» застосували ходову частину і вже зарекомендувавшу себе звичайну механічну трансмісію типу від ІС-3, але в його ходової частини були застосовані опорні котки великого діаметра (зовні як на Т-34), а підтримуючі котки були відсутні. Маса танка зменшилася з 54 до 51,5 т, швидкість зросла з 35 до 43 км/год.

## Виробництво
Влітку 1944 року танки почали виготовляти на Уралмашзаводі, оскільки ЧКЗ був завантажений роботами з серійними машинами та «Об'єктом 701». Тут же розробили і електромеханічну транссміссію для танка та випустили робочі креслення.
І все ж явних переваг перед серійними ІС-2 та ІС-3 не виявилося. Обидва танка, що надійшли на випробування, поступалися по броньовому захисту ІС-4 («Об'єкту 701»), не перевершуючи його в озброєнні та рухливості. Варіант танка ІС-6 з механічною трансмісією не мав жодних переваг перед іншими важкими танками, а «Об'єкт 253» був забракований через велику масу як самого танка, так і електротрансмісії, а також за низької надійності останньої.
Танки на озброєння не були прийняті. У підсумку конструктори переключилися на наступну модель — ІС-7, яку випустили в 1948 р.